# Andrea Appiani

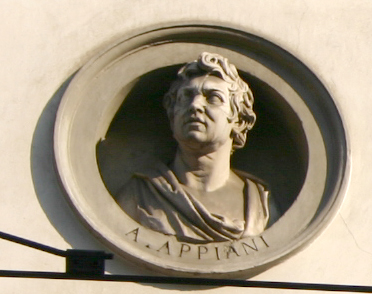
Gevelsteen van het Palazzo Brentani te Milaan met portret van Andrea Appiani

Andrea Appiani (Milaan, 31 mei 1754 — Milaan, 8 november 1817) was een Italiaans neoklassiek kunstschilder.

## Levensloop
Appiani werd geboren in Milaan. Zijn vader had hem voorbestemd voor een medische carrière - zelf was hij ook arts - maar Appiani nam in plaats daarvan lessen bij de schilder Carlo Maria Giudici (1723–1804). Daar leerde hij tekenen, met als modellen vooral beelden en prenten. Daarna trad hij toe tot het ‘klasje’ van de frescoschilder Antonio de’ Giorgi. Die gaf zijn lessen te midden van de kunstcollectie in de Biblioteca Ambrosiana. Andere leraren waren Martin Knoller, die hem meer kennis van schilderen met olieverf bijbracht; en de beeldhouwer Gaetano Monti, die hem vertelde over anatomie in het Ospedale Maggiore, een groot ziekenhuis in Milaan.
Zijn belangstelling voor het neoclassicisme werd gestimuleerd door contacten met de neoklassieke dichter Giuseppe Parini, wiens portret hij schetste in twee potloodtekeningen. In 1776 schreef hij zich in bij de Accademia di Belle Arti di Brera, ook in Milaan, waar hij schilderles nam bij Giuliano Traballesi, die hem verder onderrichtte in de frescotechniek.
De volgende jaren reisde hij veel. Hij verbleef in Rome, Parma, Bologna, Florence en Napels. Als hij tussentijds in Milaan verbleef, had hij daar volop opdrachten.
Na de Italiaanse Veldtocht van Napoleon (1796-1797) zette Appiani zich enthousiast in voor het nieuwe bewind. Hij maakte deel uit van de Wetgevende Vergadering van de Cisalpijnse Republiek en kreeg eerst de functie van Commissaris voor de Kunsten en later die van Commissaris voor de Uitvoerende Kunsten. Hij ging enkele malen naar Parijs. Bij een van zijn bezoeken woonde hij de kroning van Napoleon Bonaparte tot keizer van Frankrijk bij.

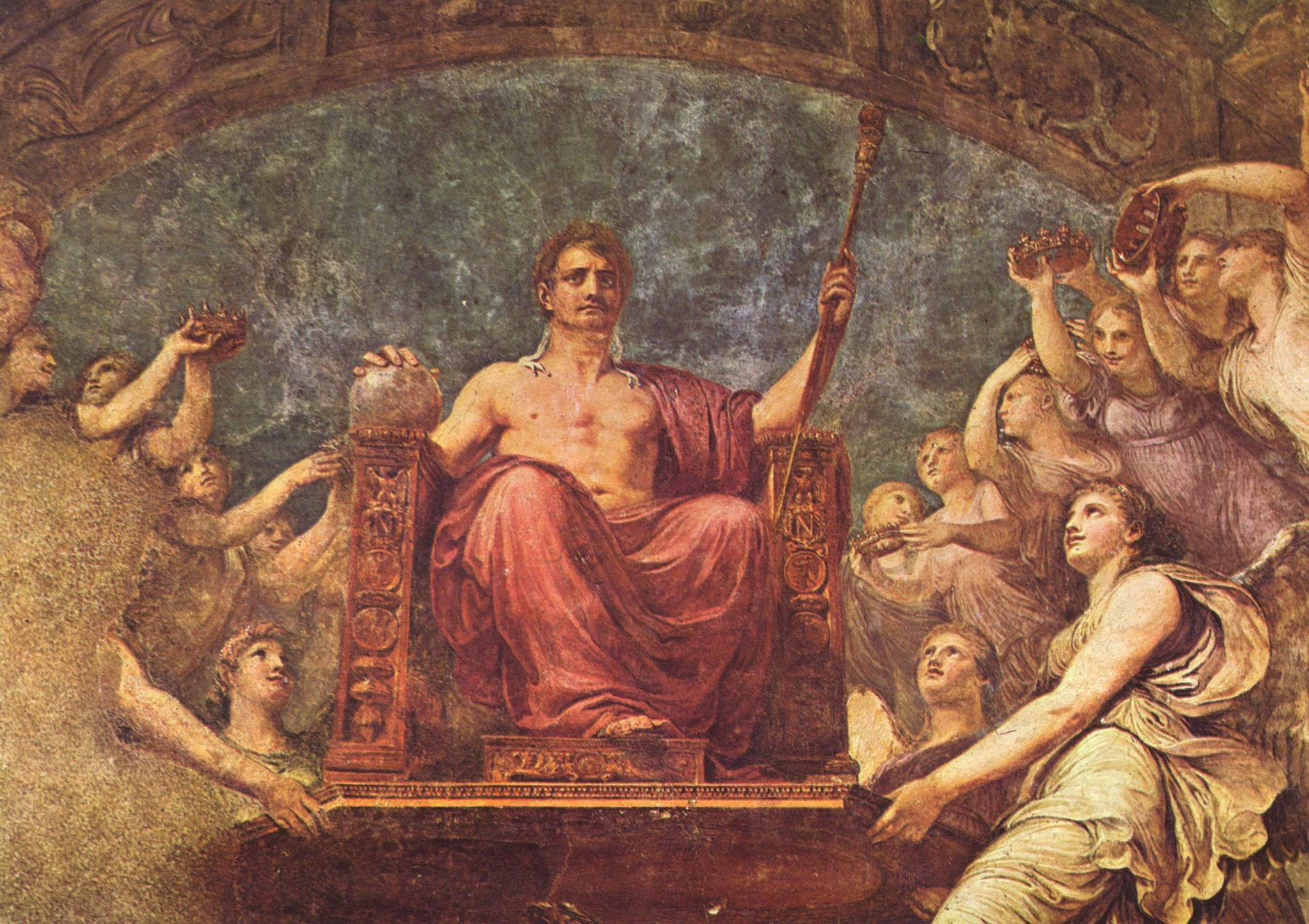
Napoleon als koning van Italië, fresco van Appiani in het koninklijk paleis te Milaan

In de tijd van het Koninkrijk Italië kende Napoleon, nu ook koning van Italië, hem de titel ‘hofschilder’ toe. In die tijd schilderde hij Napoleon en andere hoogwaardigheidsbekleders. Na de val van Napoleon verloor hij zijn titel en zijn inkomen. Bovendien was hij in 1813 getroffen door een infarct, waardoor hij grotendeels verlamd raakte. Zijn laatste jaren bracht hij door in armoede. Hij overleed in Milaan in 1817.
Zijn bekendste werken in olieverf zijn Venus en Amor en Rinaldo in de tuin van Armida. Zijn beste fresco’s zijn te zien in de kerk van Santa Maria presso San Celso en in het koninklijk paleis in Milaan. Hij wordt vaak ‘Andrea Appiani de Oudere’ genoemd om hem te onderscheiden van zijn achterneef ‘Andrea Appiani de Jongere’ (1817-1865), een schilder van historiestukken te Rome. Andere schilders met de naam Appiani waren Niccolò Appiani (16e eeuw) en Francesco Appiani (1704–1792).

## Enkele schilderijen

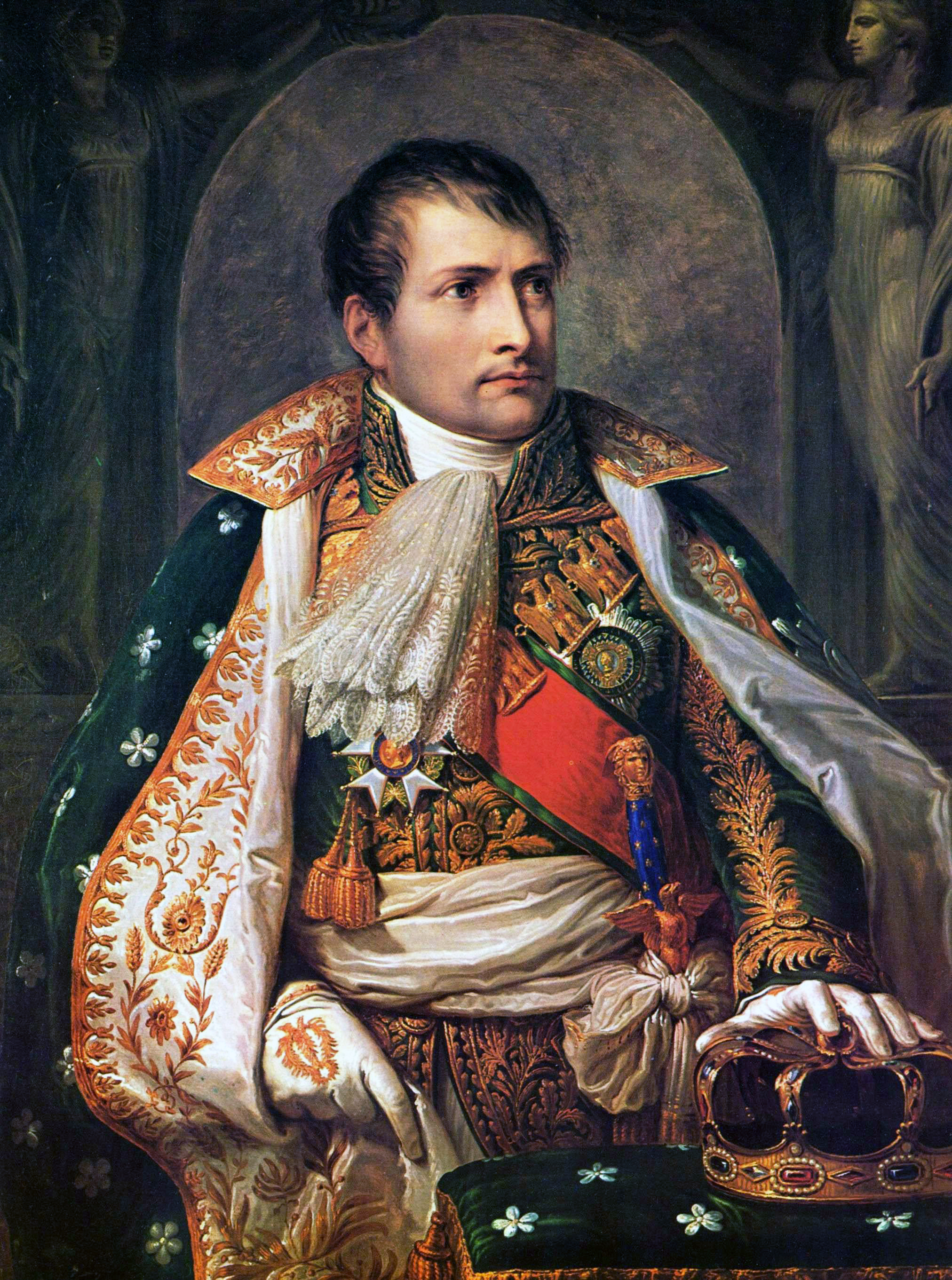
Portret van Napoleon
Portret van Eugène de Beauharnais
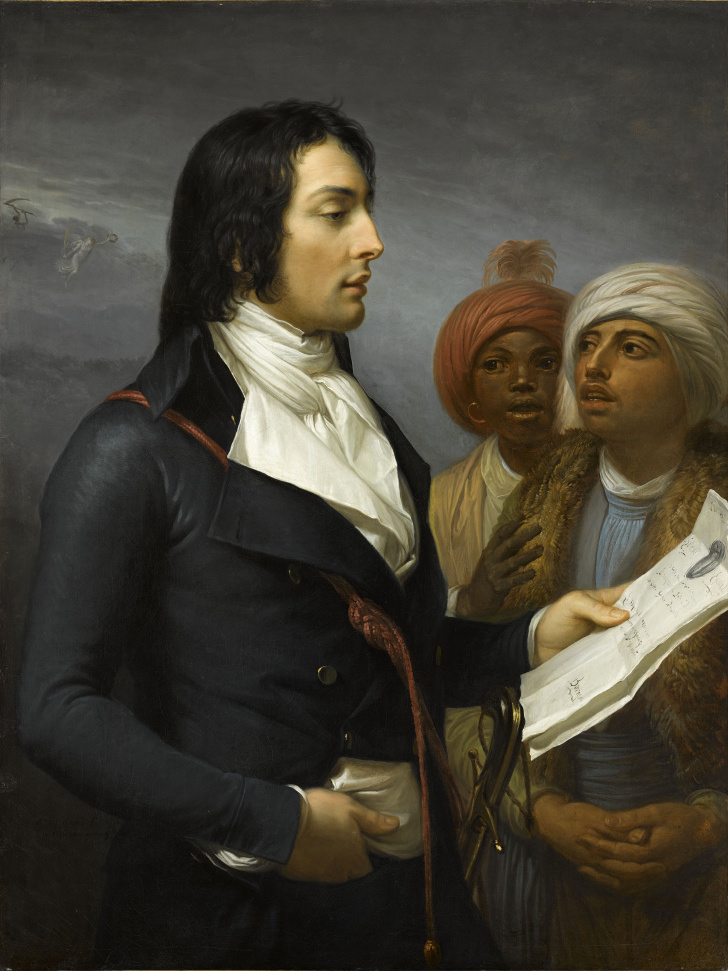
Generaal Louis-Charles-Antoine Desaix
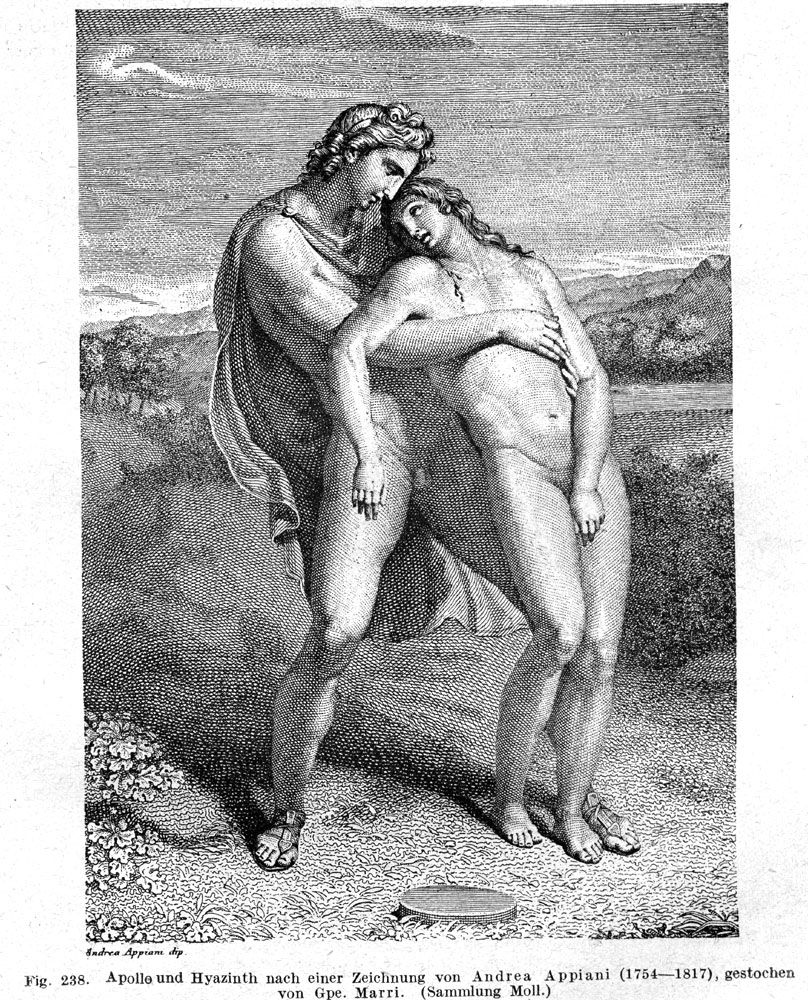
De dood van Hyakinthos, gravure naar een schilderij van Appiani